# Ungdomens hus
Ett Ungdomens hus finns i många svenska städer. Oftast är det ett hus som betalas av kommunen men drivs av ungdomar, för ungdomar, och ibland i form av en ideell förening. Verksamheten brukar bestå i ett kafé och olika arrangemang och aktiviteter. Alla arrangemang är vanligtvis drogfria. Verksamheterna riktar sig vanligtvis till ungdomar som är 12–25 år gamla.

## Exempel

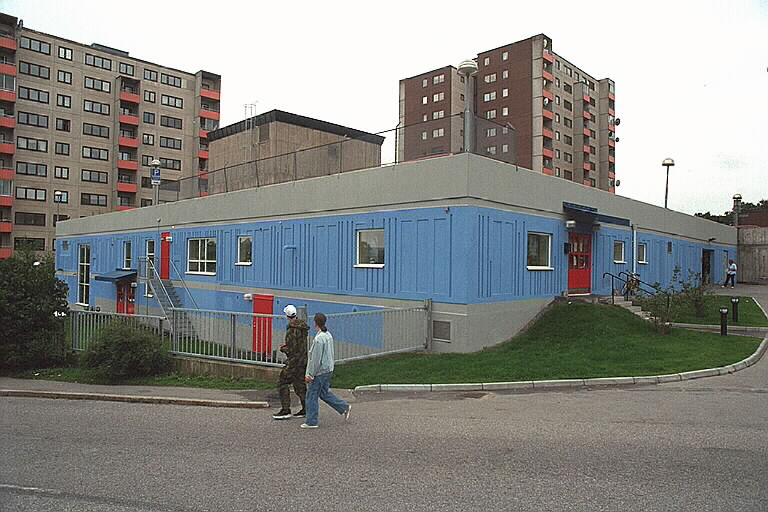
Dåvarande Ungdomens hus i Fittja, 2001.
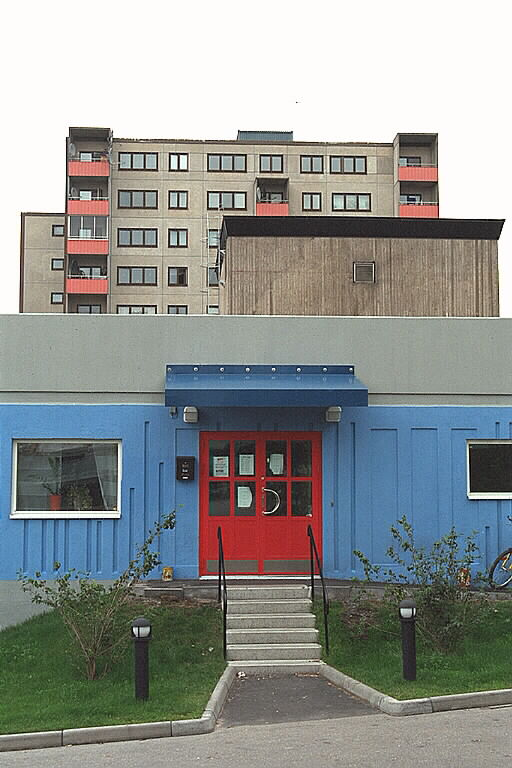
Entré.